# Gore Slut
Gore Slut was een lofi-gitaarband uit de Antwerpen die werd opgericht door Rudy Trouvé.
Bandleden Rudy Trouvé, Jacki Billet & Dirk Belmans woonden in het begin van de jaren 90 in de Antwerpse hoerenbuurt in een oud bordeel. Ze doopten de plek Heavenhotel (later ook de naam van Trouvé's platenfirma). 
In Heaven Hotel maakten de drie kunstenaars muziek, schilderden ze, ... Na een jaar verlieten ze de plek omdat er te veel bezoek over de vloer kwam, vaak gasten die ze niet of nauwelijks kenden.
Trouvé werd vervolgens lid van dEUS. In 1996, nadat hij terug uit dEUS was gestapt, begon Trouvé met zijn ex-huisgenoten weer muziek te maken. Gore Slut was een van zijn projecten. Er werden drie volwaardige albums uitgebracht.

## Leden
- Dirk Belmans (drums)
- Jacki Billet (bas)
- Thomas Noppe (gitaar)
- Rudy Trouvé (zang, gitaar)

## Discografie
- These days are the Quiet Kind (cd, Stickman Records, 1997)
- A Little is Enough (promo-cd's, Stickman Records, 1997)
- Above the Lisa Drugstore (cd, Psychobabble/Stickman records, 1998)
- Crawling To Target (promo-cd's, Sun & Fun, 1999)
- Imitation (promo-cd's, Heavenhotel/Virgin, 2001)
- 'Girl + Turtles (cd, HeavenHotel/Virgin, 2001)
- Stop (cd's, Heavenhotel/Virgin, 2001)